# Konstantinos Konstantinou
Konstantinos Konstantinou (em grego:  Κωνσταντίνος Κωνσταντίνου, nasceu? – faleceu?) foi um ciclista grego. Ele competiu nos Jogos Olímpicos de Verão de 1896, em Atenas.